# Carlos Reisch
Carlos Reisch ist eine deutsche Funk-Band aus Nürnberg. Sie wurde 2008 als Tentett neu gegründet.

## Geschichte
2004 wurde Carlos Reisch als Instrumentaltrio gegründet. In den Folgejahren entwickelte sich die Band weiter, bis sie 2008 zu ihrer aktuellen Besetzung als Tentett fand. Musikalisch verschreibt sich die Band einer Melange aus Funk, Hip-Hop, Jazz und Soul.
Vor ihrem Debüt-Album Need to Dance im Juli 2010 erschien die Vinyl-Single Control of Your Mind mit dem Titelsong inklusive vier Remixes. Der Song wurde in unterschiedlichen Versionen für das Mercedes-Benz Mixtape, für die Compilation Sexy Latin Lounge (Sony) und für La Nuit: The Finest of Chill House Lounge bei Ministry of Sound lizenziert.
Als Live-Act trat die Band in der Vergangenheit auf lokalen Open Airs wie dem Bardentreffen (Nürnberg) oder dem Weinturm Open Air (Bad Windsheim), beim Chiemsee Reggae Summer (Übersee) sowie im Bayerischen Fernsehen bei on3 Südwild auf.
Die Stadt Nürnberg zeichnete Carlos Reisch 2010 im Rahmen der Preise für Kunst und Wissenschaft mit einem Nürnberg-Stipendium aus.

## Bandname
Der Bandname ist eine Kreuzung aus Carlos Santana und Stefan Reisch, ein ehemaliger Profifußballer, der mit dem 1. FC Nürnberg Deutscher Meister und DFB-Pokalsieger wurde. Nach seiner aktiven Fußballkarriere betreibt Stefan Reisch bis heute einen Schreibwarenladen im Nürnberger Stadtteil Erlenstegen. Die Gründungsmitglieder von Carlos Reisch kauften dort ihre Schulhefte. Der Bandname steht charakteristisch für die Denkweise der Band: fränkisches Understatement gepaart mit (latein)amerikanischer Mühelosigkeit und Leichtigkeit.

## Diskografie
Alben
- Need to Dance (2010, BaxxBeatMusic)
- The Big Band Rapertoire (2016, Rosenau Records, mit Rainer Pirzkall, Andreas Unterreiner, Christian Mehler, Christian Mück, Simon Plötzeneder, Lukas Jochner, Marc Roos, Timothy Hepburn, Patrick Flassig, Markus Harm, Michael Binder, Alexander Bühl, Konstantin Herleinsberger, Florian Leuschner, Peter Adamietz, Joshi Joachimsthaler, Arne Bauer, Stefan Seegel, Alexandra Seubert, Claire Yappi, Julia Fischer)

Singles
- Control of Your Mind (2010, BaxxBeatMusic)

Kompilationen
- La Nuit: The Finest of Chill House Lounge (Control of Your Mind Ed Royal Remix, 2010, Ministry of Sound)
- Mercedes Benz Mixtape Vol. 30 (Control of Your Mind, 2010, Mercedes-Benz)
- Sexy Latin Lounge (Control of Your Mind Shantisan Remix. 2010, Sony)

## Auszeichnungen
- 2010: Kulturförderpreis „Nürnberg Stipendium 2010“